# تحصیل شورکوت
تحصیل شورکوت (به انگلیسی: Shorkot Tehsil) یک تحصیل در پاکستان است که در پنجاب واقع شده‌است.